# Exit Oz
Exit Oz ist eine Musikgruppe aus Timișoara deren musikalischer Stil zwischen Dark Jazz und Nu Jazz

## Geschichte
Exit Oz wurde gegründet, als der Musiker Alexandru Iovan 2011 begann Tenorsaxophon zu spielen und Ovidiu Zimcea um Unterstützung beim Aufnehmen und das Hinzufügen von Samples zu seinen Ideen bat. Aus diesen ersten Experimenten entstand das Demo Apartment Sessions und später das Debüt der Band. Zur ersten konstanten Besetzung stießen die Keyboarderin Dorothea Iordănescu, die Gitarristen Jorge Lopes  und Lucian Naste sowie der Schlagzeuger Sebastian Hamburger.
Das Debüt wurde Împământenit betitelt, 2014 über Ursa Mică veröffentlicht. Jorge Lopes produzierte und mischte das Album. Die Grafiken des Albums, die eine wichtige Rolle für seine Identität spielen, wurden von Ioana Vreme Moser entworfen. Das Albums handelt von Timișoara, der Heimatstadt der Musiker, und von Rückkehr machen wollten, und das Ethno-Element ergab sich daraus von selbst. Ein unveröffentlichtes Stück widmete sich Eugen von Savoyen. Weitere Anspielungen auf die Geschichte des Ortes sollen von Erdverbundenheit und Bodenständigkeit zeugen. So verkörpert Împământenit „ein thematisches und antithetisches Album in Bezug auf die Heimat, über Rückkehr, Stagnation und Frieden“.
Es folgten im Mai des Jahres in Timișoara und im Juli auf dem Gărâna Jazz Festival Auftritte der Gruppe. Im Herbst und Winter folgten weitere Konzerte unter anderem in Oradea, Bukarest, Wolfsberg und Cluj-Napoca. Auftritte und Album wurden international hoch gelobt. 
Mit Împământenit gelänge es Exit Oz die Freude zu „schenken, wieder einmal von diesem künstlerischen Ausdruck namens Musik bewegt zu werden.“ Ebenso sei es eine gute Veröffentlichung „um sich mit Dark Jazz vertraut zu machen“.
„Unabhängig“ von „musikalischen Vorlieben“, sei das Anhörender „unbedingt“ geboten. Auch live böte die Gruppe ein „fantastisches Klangerlebnis“.

## Stil
Axel Stormbreaker beschreibt die Musik von Exit Oz für No Clean Singing als „exquisite Verschmelzung von Dark Jazz, Ambient und rumänischer Folklore mit einem zarten, aber unverkennbaren Krautrock-Touch.“ Die bewegende Musik fließe, ohne Hemmnisse, als reiner Ausdruck menschlicher Emotionen, frei. Die Folklore findet bei Exit Oz in einer Paraphrase traditioneller ritueller Themen sowie in der konzeptionellen Erzählung statt. Eklektisch arrangiere die Gruppe Instrumente und Einflüsse wie Tenorsaxophone, Kirchenorgeln, psalmodische Stimmen, das Gitarrenspiel des Krautrock und Klänge religiöser Ritual in Bearbeitung der Folklore Rumäniens. Als Interpreten, die als Einflüsse und Ideengeber wahrgenommen wurden, wurden unterschiedliche Interpreten angeführt. Darunter Can, Sunn O))), John Coltrane, Hawkwind, Faust, Guru Guru, Miles Davis, Franco Battiato, Earth, OM und Ronin. An anderer Stelle werden Bohren & der Club of Gore, Dale Cooper Quartet & the Dictaphones und Somewhere Off Jazz Street als Vergleichsgrößen benannt. So bewege sich Exit Oz im gleichen „Noir-Ozean“ des Dark Jazz und verstecke sich ebenso unter dunklen Ambient-Schlamm.

„Ведущий саксофон - невыразимо прекрасная китовая песнь, оглашающая равнодушные и холодные просторы. Гитары - россыпь дождевых капель, в море родившихся и неминуемо туда возвращающихся. Клавишные - и суровые шторма на поверхности, и спокойная подавляющая монолитная мощь, чувствующаяся в глубинах.“

„Das Lead-Saxophon ist ein unsagbar schöner Walgesang, der die gleichgültige und kalte Weite zum Ausdruck bringt. Die Gitarren sind wie verstreute Regentropfen, die im Meer geboren werden und unweigerlich dorthin zurückkehren. Die Keyboards stehen sowohl für die rauen Stürme an der Oberfläche als auch für die ruhige, überwältigende, monolithische Kraft in der Tiefe.“

## Diskografie
- 2013: Apartment Sessions (Download-Demo, Selbstverlag)
- 2013: Indiens En Sursis (Split-EP mit Identitate, Ursa Mică)
- 2014: Împământenit (Album, Ursa Mică)